# 聖安特羅
聖安特羅是哥倫比亞的城鎮，位於該國北部，由科爾多瓦省負責管轄，距離首府蒙特里亞80公里，面積205平方公里，海拔高度48米，2005年人口26,462。

## 外部連結
- （西班牙文） Gobernacion de Cordoba - San Antero
- （西班牙文） San Antero official website （页面存档备份，存于）

9°23′N 75°45′W / 9.383°N 75.750°W